# Oscar Olson
Oscar G. Olson (Wisconsin, 1878. október 7. – Wisconsin, 1963. február 25.) olimpiai bajnok amerikai kötélhúzó.
Az 1904. évi nyári olimpiai játékokon indult kötélhúzásban a Milwaukee Athletic Club színeiben, de az amerikai válogatotthoz tartoztak. Rajtuk kívül még 3 amerikai klub és két ország indult (görögök és dél-afrikaiak). A verseny egyenes kiesésben zajlott.
Indult még súlyemelésben is, és a 4 versenyzőből a 4. lett.